# Empar Ferràndiz i Carbonell
Empar Ferràndiz i Carbonell (24 de maig de 1891 - Barcelona, novembre de 1975) fou una actriu catalana, activitat que va desenvolupar en companyies i teatres al primer terç del segle xx. Va estar casada amb el també actor Lluís Teixidor i Castells. El seu germà Francesc Ferràndiz també va ser actor.

## Trajectòria artística
- 1910, 25 de juny. En el paper de Clara a l'obra Petit i Pataud S en C, original de Maurice Hennequin i Pierre Veber. Estrenada al Teatre Nou del Paral·lel barceloní.
- 1910, 3 de desembre. En el paper de Lulú a l'obra Miqueta i sa mare, comèdia en tres actes, original de Gaston Armand de Caillavet i de Robert de Flers, estrenada al teatre Principal de Barcelona.
- 1923, 10 d'octubre. En el paper de Rosa a l'obra Les veus de la terra de Josep Maria de Sagarra. Estrenada al teatre Romea de Barcelona.
- 1926, 17 de desembre. En el paper d'Elena a l'obra La llar apagada d'Ignasi Iglésias. Estrenada al teatre Novetats de Barcelona.
- 1930. Quina llàstima de xicot, original d'Avel·lí Artís. Estrenada al teatre Romea de Barcelona.
- 1931, 7 d'octubre. En el paper de Gertrudis a l'obra L'hostal de la Glòria, original de Josep Maria de Sagarra. Estrenada al teatre Romea de Barcelona.
- 1931, 17 de desembre. En el paper de Marquesa de Valldeneu a l'obra La morena de Collblanc de Gastó A. Màntua. Estrenada al teatre Romea de Barcelona.
- 1936, 11 de gener. En el paper de La mare en l'obra Despertar de Sebastià Juan Arbó. Estrenada al Foment Autonomista Català per part del Quadre Escènic "Mossèn Cinto" sota la direcció d'Andreu Guixer.